# Anglo-normand (cheval)
Pour les articles homonymes, voir Anglo-normand.
Vous lisez un « article de qualité » labellisé en 2013.
L'Anglo-normand est une race de chevaux de selle originaire de Normandie, en France. Issue de croisements entre des Pur-sangs, des trotteurs du Norfolk et des chevaux normands lourds, elle naît dans les années 1830 et prend forme jusqu'au début du XXe siècle, en absorbant des chevaux locaux, notamment le Merlerault et le carrossier noir du Cotentin. « Cheval à deux fins », utilisé tant comme trotteur que comme carrossier et sous la selle, l'Anglo-normand devient très populaire sous le Second Empire et constitue la principale monture de la cavalerie française. La loi Bocher, votée en 1873, augmente significativement les effectifs de la race et leur utilisation militaire, bien qu'il soit peu réputé comme cheval de troupe.
Au XXe siècle, la modernisation des transports et des armées entraîne la fin de l'utilisation militaire et carrossière de ces chevaux, ainsi qu'une réorganisation de leur élevage. Dans les années qui suivent la Seconde Guerre mondiale, l'Anglo-normand devient une monture de sport équestre, en particulier de saut d'obstacles. La race s'illustre grâce à des champions comme Lutteur B, médaille d'or aux jeux olympiques d'été de 1964, et plus tard des raceurs comme Condor et Furioso II. La fusion de toutes les races de demi-sang françaises en 1958 inclut ce cheval régional à la race nationale du Selle français. Son influence y est primordiale, les origines normandes restant les plus représentées chez le Selle français. L'Anglo-normand n'existe officiellement plus entre 1958 et 2015, année de réouverture d'un stud-book. Le retour de cette race régionale vise à offrir une alternative au Selle français.

## Histoire
L'histoire du cheval Anglo-normand peut être mise en parallèle avec celle de nombreuses autres populations chevalines régionales durant le XIXe siècle, époque à laquelle des programmes de zootechnie transforment les chevaux autochtones des provinces françaises en introduisant des étalons étrangers via les haras nationaux. Le cheval arabe et le Pur-sang sont considérés comme des améliorateurs. Ce type de croisement, à savoir une jument autochtone, à orientation carrossière ou militaire et un étalon Pur-sang, est reconnu en 1914 sous le nom de « demi-sang ». On trouve des chevaux « demi-sang » dans de nombreuses régions françaises, régions dont ils tirent généralement leur nom.

### Des origines normandes

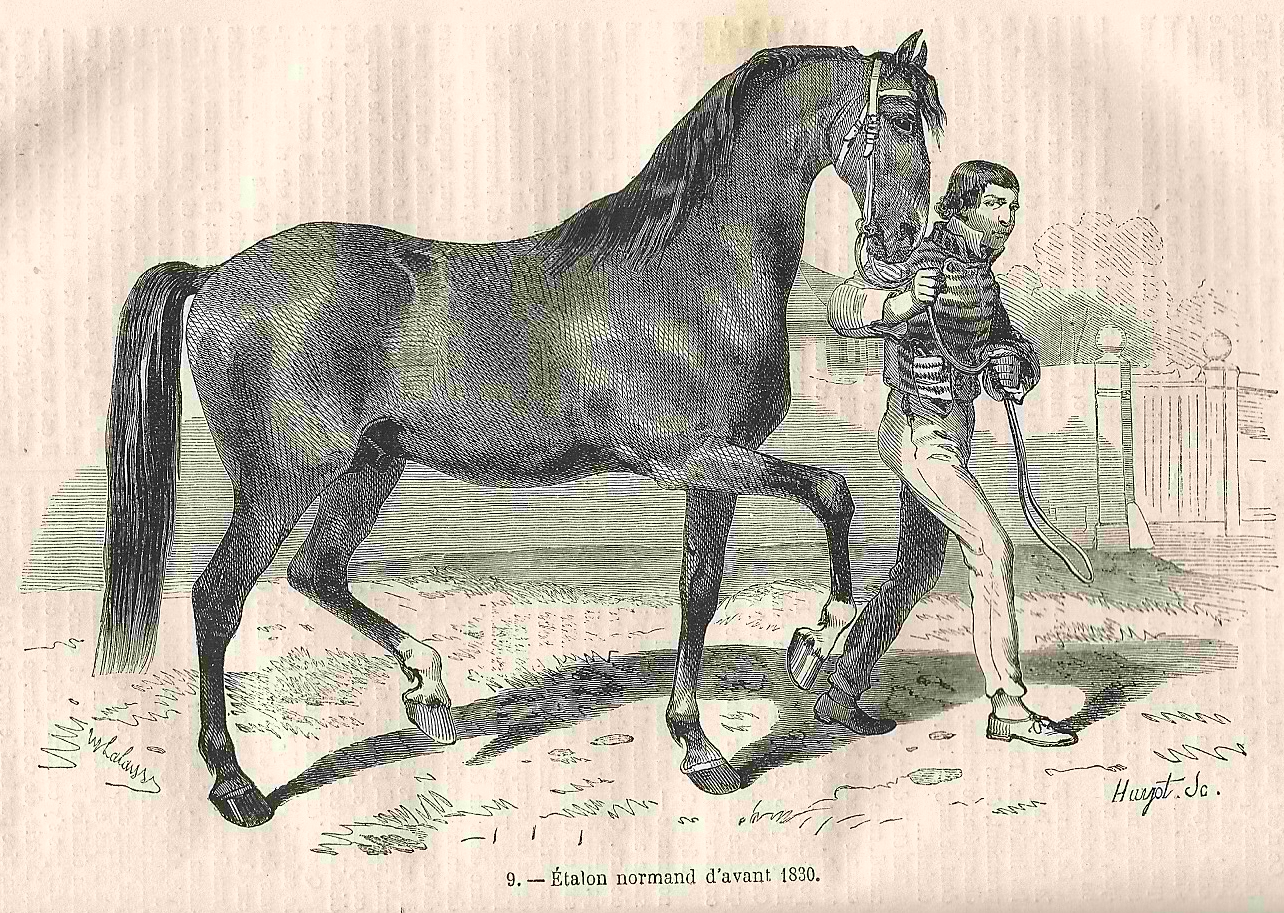
Un étalon normand d'avant 1830, dans l'Encyclopédie pratique de l'agriculteur, publiée par Firmin-Didot et Cie,, 1877.

Durant l'Antiquité, la Normandie héberge de petits chevaux de type « bidet ». Au VIe siècle, la pratique des courses de chevaux est documentée dans la région et au Xe siècle, la qualité des « chevaux normands » suscite la convoitise dans toute l'Europe. Au XVIe siècle, ce sont de petits bidets lourds et résistants, aptes à tracter sur de longues distances et à servir de diligenciers ou de chevaux d'artillerie. Des croisements ont lieu avec le Barbe et l'Arabe à l'époque de Louis XIV,,.
L'origine de l'Anglo-normand remonte véritablement au XIXe siècle. Après les guerres napoléoniennes, il ne reste quasiment plus de chevaux de selle en France, phénomène accentué par l'amélioration des routes, qui entraîne une grosse demande en carrossiers au détriment des chevaux de selle. La crise du cheval de selle dure d'environ 1815 jusqu'aux années 1850, seuls les secteurs du luxe et de l'armée restent demandeurs. Éphrem Houël signale toutefois à cette époque l'existence d'une race de selle normande à Merlerault.
En Basse-Normandie, au début du XIXe siècle, il s'élève surtout des carrossiers normands, ancêtres de l'actuel Cob normand et du Trotteur français. Par croisement avec le Pur-sang, les juments normandes donnent un demi-sang connu sous le nom d'Anglo-normand. Les éleveurs de la région commencent vraisemblablement ces croisements dans les années 1830,. Des juments indigènes sont croisées avec des étalons Pur-sangs et Arabes, mais les premiers résultats sont décevants.

### Sous le Second Empire
L'Anglo-normand devient réellement une race populaire à l'arrivée du Second Empire, en concurrence avec le Pur-sang. Il est réputé pour être le type même du cheval polyvalent, apte tant à la selle qu'à la traction d'attelages pour les particuliers. De 1840 à 1860, la race est influencée par des croisements avec des chevaux trotteurs demi-sang provenant d'Angleterre. Les juments locales normandes sont croisées avec des Pur Sangs importés et des trotteurs du Norfolk, trotteurs Orlov importés de Russie et autres demi-sangs, issus eux-mêmes de chevaux du Norfolk et de Mecklembourgeois,. En 1855, la qualité des animaux issus de cet élevage assure sa réussite. L'Anglo-normand s'implante dans toute la France (Bretagne, Vendée, Poitou, Aunis, Saintonge, Anjou....), au détriment notamment d'une race de selle venue du sud, le cheval limousin. L'Anglo-normand est présenté sur des foires d'élevage régionales :  à Saint-Lô en 1859, à Caen en 1860 et à Évreux en 1864.
En 1864 est fondée la Société du cheval français de demi-sang, qui deviendra plus tard la société d'encouragement à l'élevage du cheval français. En 1865, lors du concours d'Alençon, la presse parisienne publie deux articles critiques contre cette race. Une opinion veut en effet que seul l'élevage du Pur-sang vaille la peine d'être encouragé. D'après Denis Bogros, les éleveurs de chevaux carrossiers normands trompent longtemps l'État français en parvenant à lui vendre des « rebuts d'élevage » comme remontes militaires, grâce à un puissant lobbying. C'est pourquoi ces éleveurs répandent la notion de « cheval à deux fins », concernant en particulier l'Anglo-normand. La conquête de l'Algérie entraîne pour eux une concurrence en la présence des chevaux Barbes.

### La loi Bocher et ses conséquences

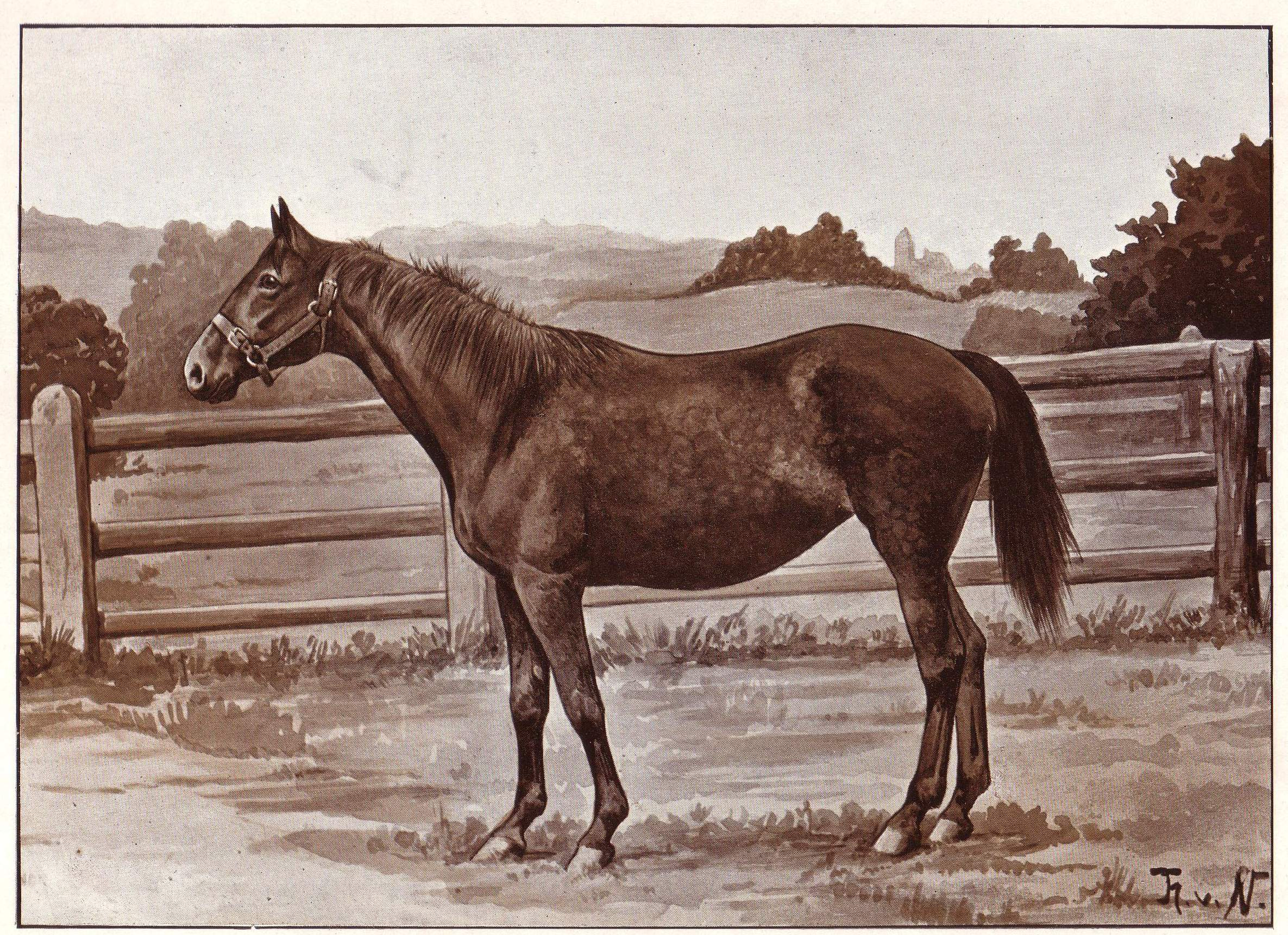
Gravure d'une jument Anglo-normande par Thomas von Nathusius, vers 1890.

La loi dite « Bocher », ou « loi des haras et remontes », est votée en 1873 et instaure des primes pour les producteurs de chevaux de la métropole, tout en taxant les importations. Ce protectionnisme est le résultat du désir des éleveurs métropolitains de protéger leurs intérêts face aux importations venues des colonies françaises. Toujours d'après Bogros, le député Bocher, ancien préfet du Calvados, présente un argumentaire en faveur d'un soutien à l'élevage et l'utilisation de l'Anglo-normand, qui est « un véritable modèle de dialectique parlementaire » :

« L'Anglo-normand est le cheval de l'époque… apte à tous les services… au montoir comme à l'attelage. Ce cheval est recherché autant par le commerce que par l'armée »

— Édouard Bocher, Journal officiel de la République française
D'après Alfred Gallier, cette loi augmente significativement l'effectif des étalons nationaux et développe la production de chevaux de demi-sang, en particulier de l'Anglo-normand, à destination des armées. La mode du cheval carrossier retarde longtemps la production d'un véritable cheval de selle Anglo-normand, les militaires doivent imposer une « révolution » aux éleveurs, souvent ignorants des emplois de leurs chevaux. Cette situation entraîne des conflits.

### Réorientation de l'élevage vers les sports équestres
Avec la modernisation des transports et de l'armée au XXe siècle, les chevaux Anglo-normands perdent leurs débouchés militaires et carrossiers. La Seconde Guerre mondiale et l'occupation allemande sont des désastres pour le berceau d'élevage de la race. D'une part, les combats détruisent les fermes et la moitié des chevaux du Haras national de Saint-Lô périssent. D'autre part, le cheval a totalement perdu son statut d'animal de luxe et de loisirs, les animaux restants sont surtout de type Cob normand. Les éleveurs repensent leur activité en partant d'élevages en ruines. Le plan Marshall les convainc de ne pas s'orienter vers le cheval de labour, amené à disparaître. Ils font figure de pionniers en se réorientant vers les sports équestres et en ouvrant un stud-book pour la race Anglo-normande dès le 7 décembre 1950, à Saint-Lô. Dans les années 1950 et 1960, l'Anglo-normand devient le principal cheval de sport de la scène internationale.
Un observateur anglophone suggère toutefois que les français obtiendraient de meilleurs résultats en sélectionnant plus rigoureusement les juments poulinières. En dépit de ces critiques, les Anglo-normands obtiennent d'excellents résultats en saut d'obstacles, notamment grâce à Lutteur B, médaille d'or aux Jeux olympiques d'été de 1964 à Tokyo. Ils sont régulièrement retrempés dans le sang du Pur-sang, entre autres sous l'influence d'Ibrahim, un demi-sang particulièrement prolifique.

### Fusion avec le Selle français
L'Anglo-normand est fusionné en 1958 dans la race nationale du cheval Selle francais. L'état français soutient activement, via un gros investissement financier, l'utilisation des étalons Anglo-normands pour la constitution de cette race de sport nationale. Les étalons issus de la race Anglo-normande, comme Condor, Furioso II, Almé et Cor de la Bryère, sont à l'origine de lignées de chevaux de sport parmi les plus performantes d'Europe. Parmi les Selle français issus d'Anglo-normands figurent entre autres Jalisco B, Quito de Baussy, Narcos II, Quidam de Revel, Baloubet du Rouet, Le Tot de Semilly, Diamant de Semilly, Nabab de Rêve, Jus de pomme, Dollar du Mûrier et Papillon Rouge. Durant des décennies, la race Selle français apparaît composite et les chevaux de souches normandes présentent des différences de morphologie bien visibles.

### Réouverture du stud-book
En août 1996, l'éleveur Fernand Leredde du célèbre haras des Rouges (naisseur de Rochet Rouge et Papillon Rouge) dépose la marque « Cheval de Sport Anglo-Normand » (CSAN) pour préserver le patrimoine génétique du Selle français issu d'Anglo-normands sur quatre générations. L'idée se concrétise en août 2008 grâce à l'aide et au soutien actif d'autres professionnels, aboutissant à la création d'un label,. Le Selle français est, en effet, de plus en plus croisé avec d'autres races européennes depuis l'arrivée de l'insémination artificielle dans les années 1980, et l'ouverture du stud-book aux chevaux de races étrangères dans les années 2000. Le droit du sol autorise un cheval d'origine étrangère à porter le nom de « Selle français » s'il est né en France. D'autres éleveurs, entre autres ceux du Theil, rejoignent l'idée d'un retour de l'Anglo-normand comme cheval de sport français régional. Les éleveurs normands appelés à voter dans leur ensemble ont toutefois rejeté l'idée d'une modification du stud-book Selle français.
Le projet d'un nouveau stud-book est auditionné en décembre 2009 et novembre 2011 par la Commission des livres généalogiques, puis le 24 mai 2013 au ministère de l'agriculture. Le président de l'Association nationale du selle français Bernard Le Courtois s'est prononcé ouvertement contre le 18 juin 2013, arguant que la concurrence des autres pays est déjà forte dans le monde de l'élevage du cheval de sport, et qu'il faudrait éviter d'en créer une en France. Il qualifie ce projet de réouverture de « criminel », affirmant qu'il s'agirait d'un retour en arrière mené par un « groupuscule d'éleveurs fantaisistes et sans scrupules ». Le Syndicat des Éleveurs et Cavaliers professionnels de chevaux et poneys de sport s'est défendu en répondant que l'éleveur à l’origine du projet du stud-book Anglo-normand figure parmi les plus réputés au monde, tandis que le stud–book SF est « le plus assisté et le plus en déclin d’Europe ». Selon l'avocat Xavier Bacquet, le long blocage de la réouverture de ce stud-book semble résulter d'une volonté de conserver le monopole du stud-book Selle français, et ce alors que la loi impose d'agréer les demandes de stud-book légitimes.
En août 2014, la demande reçoit l'approbation du ministère de l'agriculture. Fin 2014, le projet de réouverture du stud-book est validé grâce à Fernand Leredde et Philippe Martin, pour un fonctionnement effectif en 2015. Il reçoit les poulains issus de souches de chevaux de sport français vierges de sang étranger sur quatre générations. Le règlement du stud-book est approuvé le 27 mai 2015, puis publié au JORF le 4 juin 2015. En septembre 2015, le stud-book n'a encore enregistré aucun cheval.

## Description

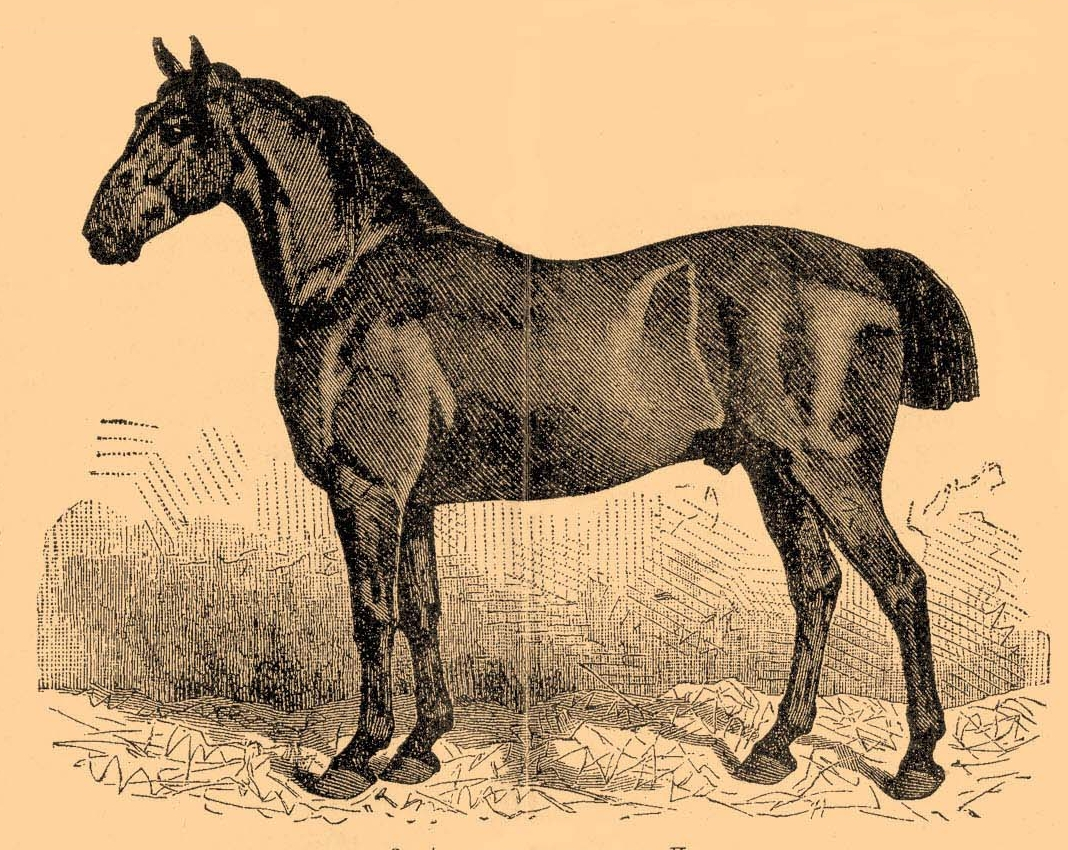
Cheval Anglo-normand d'après une gravure de Brockhaus et Efron, parue dans l'Encyclopedic Dictionary entre 1890 et 1907.

### Généralités
« -— Race anglo-normande. — Il faut appeler de ce nom la population chevaline d'une partie de l'Orne, du Calvados et de la Manche, pays de gras herbages, de succulents fourrages, où prospère le cheval propre à l'attelage, contrée privilégiée où l'élève des animaux en général et du cheval en particulier est abondant et facile; terre de promission où le cheval de pur sang et la race carrossière de demi-sang, riche pépinière pour le cheval de luxe et de commerce, réussissent à souhait, plus et mieux qu'en aucun autre lieu. »

— Eugène Gayot, La connaissance générale du cheval : études de zootechnie pratique
Par le passé, la Normandie possédait plusieurs races distinctes : celle du Merlerault, celle de la plaine de Caen, la cotentine et le cheval de la Hague, ainsi que d'autres variétés. Toutes ces divisions se sont effacées dans les croisements avec le Pur-sang pour former un seul et même type, l'Anglo-normand. Les distinctions entre les anciens types ne proviennent plus que de la taille dès les années 1860, d'après Eugène Gayot. L'Anglo-normand est un cheval très imprégné de Pur-sang. Hayes, dans la description qu'il en fait en 1966, lui attribue une taille de 1,55  à   1,70 m, voire davantage. La tête possède un profil convexe, l'encolure est longue, les épaules et l'arrière-main puissantes, bien que les premières aient tendance à être droites. Toutefois, un autre auteur les décrit comme « … [composés] de deux pièces inharmonieuses et mal réunies, l'une étant normande, l'autre anglaise ». La robe est le plus souvent alezane et les marques blanches sont fréquentes. Le Selle français issu des souches normandes présente fréquemment une robe de ce type et un modèle plus charpenté que le Selle français issu des autres régions.

### Types
Alfred Gallier étudie les chevaux Anglo-normands en 1909 et les décrit comme des « métis, issus de croisements divers avec des juments ayant plus ou moins d'origine ». Il en distingue trois types : les trotteurs d'hippodromes, les carrossiers et les chevaux de l'armée, destinés tant à la cavalerie lourde, de ligne, légère que pour l'artillerie de selle et de trait. Le but poursuivi est d'après lui d'équilibrer la race avec des apports de sang d'étalons anglais et de juments normandes, le premier étant considéré comme un améliorateur universel.

#### Merlerault

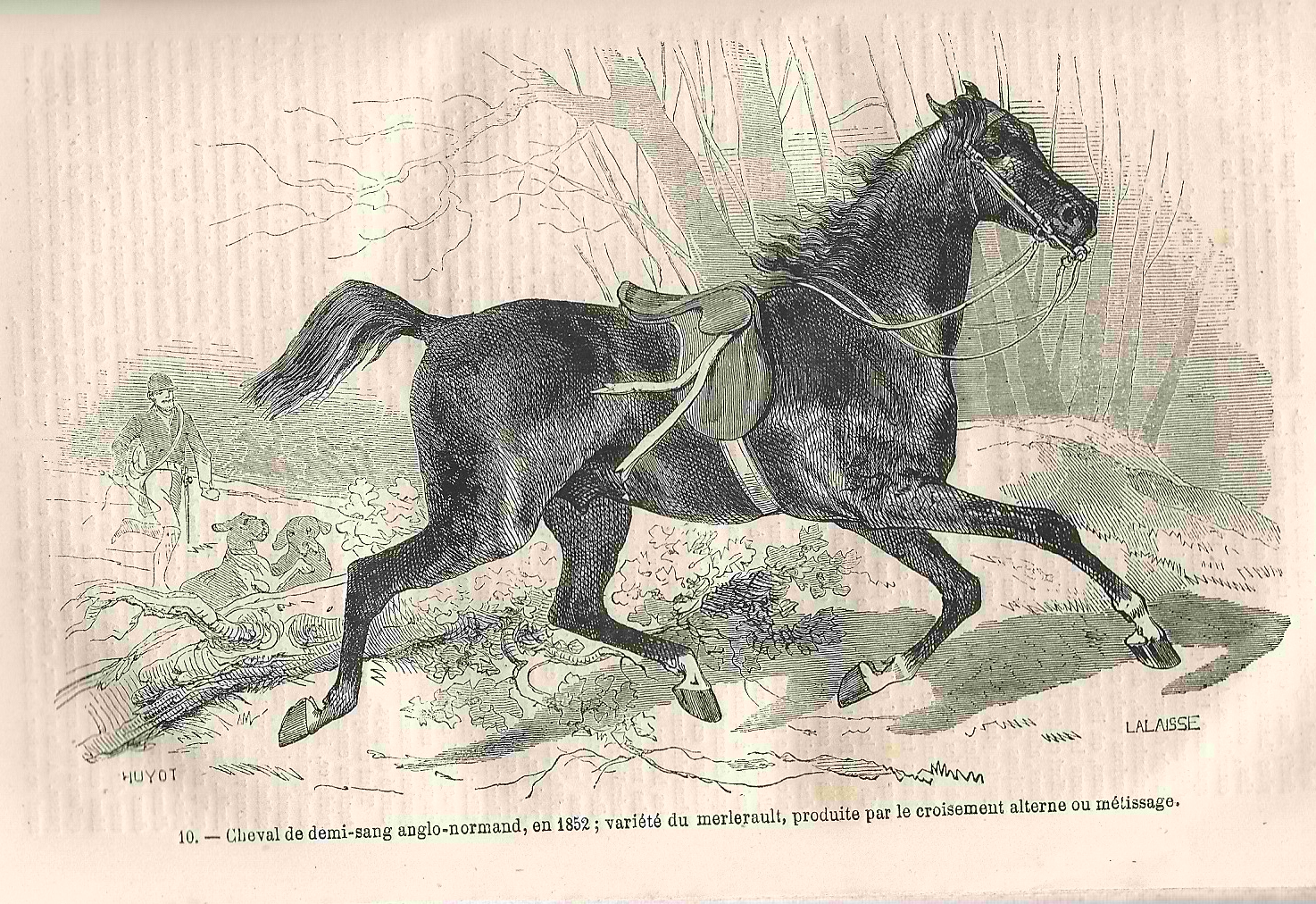
Cheval Anglo-normand du Merlerault en 1852, dans l'Encyclopédie pratique de l'agriculteur publiée par Firmin-Didot et Cie,, 1877.

Originaires de la généralité d'Alençon, les chevaux Anglo-normands dits « de Merlerault » sont d'une « race probablement artificielle », créés par la Noblesse à partir de Pur-sang et très appréciés à la fin de l'Ancien Régime. D'une taille moyenne, le Merlerault est réputé élégant et porte une tête carrée sur une encolure bien sortie. L'épaule est bien faite, les reins sont courts, les membres sont beaux mais parfois un peu grêles. Les jarrets peuvent manquer de netteté et l'animal est peu étoffé, doté d'une bonne liberté d'épaules, de légèreté et de vitesse. Il est particulièrement propre au service de la selle et à la traction du tilbury.

#### Trotteur
Du type Anglo-normand, les trotteurs sont les plus rapides. Les premières courses de trotteurs en France ont lieu en 1836, sur la grève de Cherbourg, à l'instigation d'Éphrem Houël, officier des Haras nationaux,. Ce dernier estime que les courses de trot sont le meilleur moyen de sélectionner les étalons de selle. Les principaux chefs de race de l'Anglo-normand trotteur voient le jour dans les années 1820 à 1870 : Conquérant (1858), Lavater (1867), Normand (1869), Niger (1869) et Phaéton (1871). Ces cinq étalons sont à l'origine de la race du Trotteur français. Le ministère de l'Agriculture crée le premier livre généalogique du Trotteur français en 1906, ce qui le sépare alors officiellement de la race Anglo-normande. Les trotteurs Anglo-normands sont réputés, à leur époque, pour être des animaux endurants et durs à la tâche.

#### Carrossier noir du Cotentin
Les Anglo-normands de type carrossier sont destinés au commerce de luxe, ils ont plus de taille et d'étoffe que les trotteurs mais sont moins rapides. Le « carrossier noir du Cotentin » est le type le plus ancien, toisant de 1,50  à   1,60 m, avec une robe noire qui a fait en grande partie son succès, puisqu'elle permet à l'époque de constituer des attelages homogènes. Cheval de tirage et de cavalerie lourde, il est aussi utilisé en croisement. Jusque vers 1775, il est sans rival en France et dans une partie de l'Europe. Il reste réputé jusqu'au début du XIXe siècle,, comme le « meilleur carrossier au monde » puis disparaît dans les croisements en raison de la dépréciation de sa robe et de ses allures moins recherchées, les éleveurs normands croisant leurs chevaux noirs avec des bais. Eugène Gayot le décrit comme peu élégant, doté d'une tête commune, à l'encolure courte, l'épaule chargée et le dos long, mais il a des membres, de l'étoffe, du tempérament et du fond.

## Utilisations

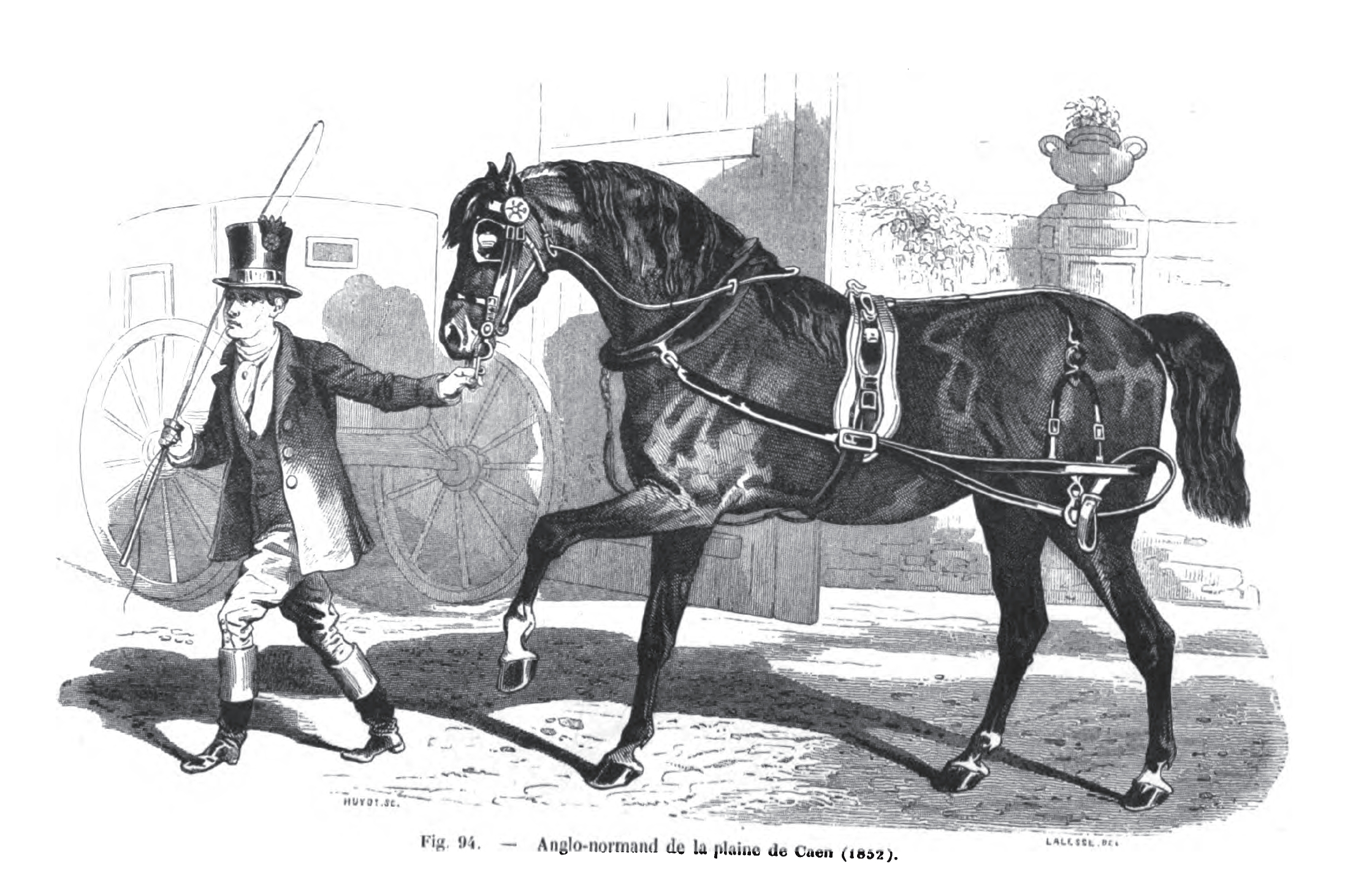
Un Anglo-normand mis à l'attelage dans l'ouvrage d'Eugène Gayot paru en 1861, gravure de François Hippolyte Lalaisse.

L'Anglo-normand est, tout au long du XIXe siècle, un cheval dit « à deux fins », tant un trotteur destiné tant à l'attelage léger et aux courses de trot qu'un animal destiné à la selle. La variété de course, réputée pour sa vitesse et « désignée sous le nom de trotteurs », est à l'origine de la race du Trotteur français. Au XXe siècle, ce cheval est sélectionné pour le saut d'obstacles, il devient une excellente monture dans ce sport.

### Cheval militaire
Des années 1830 à l'entre-deux-guerres, l'Anglo-normand est l'une des montures utilisées par la cavalerie française. Bien qu'Alfred Gallier affirme qu'il forme un bon cheval de service, beaucoup d'opinions contraires font valoir que ce n'était pas le cas. Les exigences militaires entrent en conflit avec la production des éleveurs normands, puisque le cheval carrossier possède un équilibre et des allures totalement différents de ce qui est recherché chez le cheval de guerre. Ce dernier doit être porteur (et non « tractionneur »), apte à galoper et à se déplacer en terrain accidenté.
D'après le colonel et cavalier Denis Bogros, le poids économique des éleveurs de chevaux normands est tel qu'ils influencent négativement l'efficacité de l'armée française jusqu'au début du XXe siècle, en ne faisant naître que de grands chevaux trotteurs corpulents, moins résistants à la fatigue que le Barbes et l'Arabe. Les Anglo-normands se vendent bien dans le commerce, mais se révèlent sans valeur pour la cavalerie. Cette situation aboutit à la création de la « Société du cheval de guerre », qui en 1906 critique sévèrement l'usage de l'Anglo-normand, ce « cheval d'attelage à deux fins » de type trotteur : « nous voulons un cheval qui ait le galop à fleur de peau et non un cheval auquel il faille arracher cette allure à coups d'éperons ». Denis Bogros en conclut que la cavalerie métropolitaine de la IIIe République devra partir en campagne avec un cheval imposé à son armée par la société libérale . L'Anglo-arabe, produit autour de Tarbes, est d'après lui beaucoup plus efficace pour l'armée que l'Anglo-normand.

### Croisements

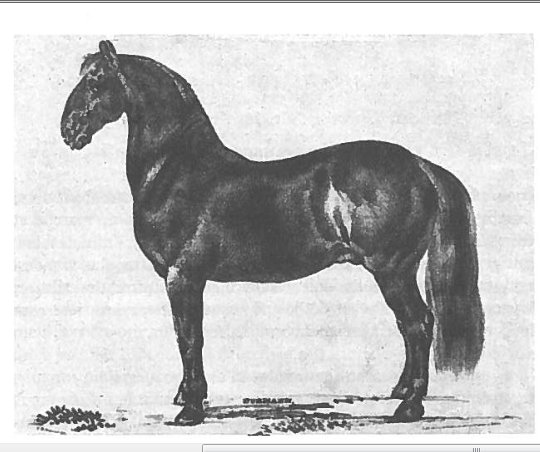
Un étalon Anglo-normand importé en Suisse dans le canton de Berne, vu par Joseph Simon Volmar.

L'Anglo-normand a influencé un très grand nombre d'autres races de chevaux, à travers toute l'Europe et l'Asie. Ces races croisées incluent l'Andravida grec, créé à partir de juments locales et d'étalons Anglo-normands. L'unique race Suisse, le Franches-Montagnes, est issu de nombreux croisements avec des Anglo-normands, des Pur-sangs et des chevaux des montagnes du Jura. La race polonaise du Sokolsky provient également en partie de croisements avec lui.
La race hongroise du Nonius provient d'un seul étalon Anglo-normand nommé Nonius Senior, qui a sailli ses propres filles afin d'en fixer les caractéristiques. Le sang Anglo-normand influence aussi deux races allemandes, le Württemberger et l'Oldenbourg, qui a été affiné par ces croisements grâce aux étalons Condor (né en 1950) et Furioso II. Enfin, le cheval chinois dit Heihe a été croisé avec des Anglo-normands durant les années 1940.

## Diffusion de l'élevage

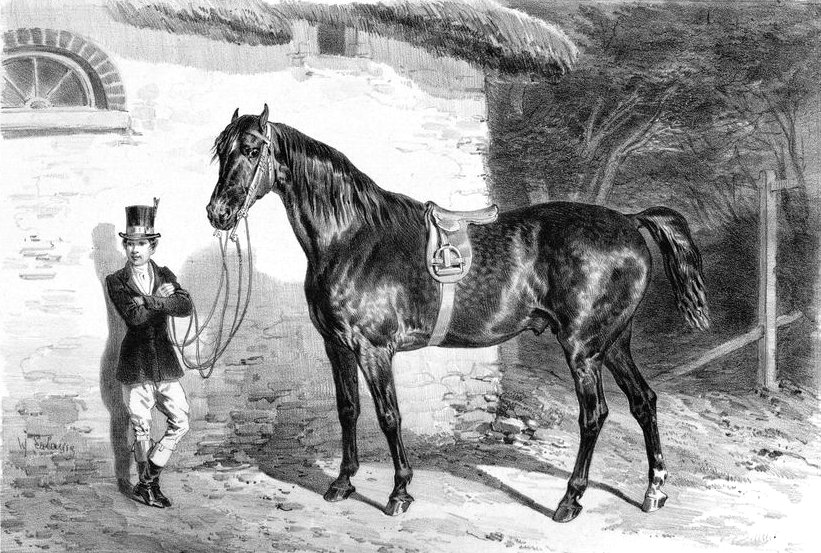
L'Anglo-normand du Merlerault, d'après une gravure de Lalaisse, 1850.

Le berceau d'origine de la race est la Basse-Normandie (Caen, Alençon, une partie du Perche et le Pays d'Auge), avec des spécialisations propres à certaines régions. Le sol et l'herbe y sont d'excellente qualité pour l'élevage équin, grâce au climat et aux précipitations abondantes. Le Merlerault est la plus ancienne région d'origine des Anglo-normands et produisait essentiellement des chevaux de selle, tandis que le Cotentin et la vallée d'Auge donnaient des chevaux d'attelage. Le principal centre d'élevage de la race, en particulier sous le Second Empire, est toutefois la plaine de Caen, où de jeunes poulains venus d'autres régions sont placés en pâture. Mis à l'herbe, ces poulains y sont habituellement débourrés à l'âge de trois ans.
Le haras national de Saint-Lô et celui du Pin, qui sont des dépôts de remonte militaire à l'époque de la cavalerie, détiennent un bon nombre d'individus de la race. À la fin du XIXe siècle, dans l'Orne, l'Anglo-normand naît presque exclusivement dans l'arrondissement d'Alençon, précisément le Merlerault. Peu de ces chevaux s'élèvent alors dans le département du Calvados. De nos jours, la Normandie héberge 20 % des poulinières de sport nationales de la race Selle français, la contribution de la région en faveur de la race nationale Selle français sur la scène sportive est très importante.
L'Anglo-normand est répertorié en Uruguay comme « race exotique récemment importée », sous le nom d'« Anglo Normando ».